# Сильсон (Силла)
Сильсон (хангыль 실성 마립간, ханча 實聖 麻立干, правил в 402 — 417) — 18-й ван Силла, одного из трёх государств Корейского полуострова. Был сыном ичхана Тэсочжи и госпожи Ири и дальним родственником правящей династии. В 392 г. был отправлен правителем Намулем в качестве заложника в могущественное Когурё и вернулся только в 401 г., незадолго до смерти Намуля.

## Правление
После кончины Намуля «люди страны» возвели на престол (под предлогом молодости его сына Нульджи) дальнего родственника — исагыма Сильсона. Младший сын Намуля Мисахын был отправлен в качестве заложника в Японию, но несмотря на это отношения с Японией были чрезвычайно враждебными, и нападения японцев на Силла участились. В 405 г. они напали на Мёнхваль, но не смогли взять крепость и повернули назад. Ван во главе конных войск атаковал их к юга от Токсана. Японцы были разбиты в двух сражениях, потеряв убитыми или пленными более 300 человек. Нападение японцев повторилось дважды в 407 г. 
Как сообщается в Самгук-саги, «В  шестом  году  (407  г.)  [правления  вана. Силла  Сильсона]...  Весной, в третьем месяце, люди  Вэ напали на восточную окраину, а летом, в шестом месяце, снова напали на южную окраину и увели [в плен] сто человек». Успех 407 г. подтолкнул  японцев на продолжение военных действий. В 408 г. во 2-м месяце они захватили прибрежный остров Тэма, который стали использовать как военно-морскую базу для операций в Силла. «Весной, во втором месяце, когда ван [Силла] услышал о том, что люди Вэ разместились лагерем на острове Тэма и собирают вооружение, снаряжение и продовольствие, замышляя напасть на нас [Силла], мы хотели первыми в тайне от них собрать отборные войска и напасть, чтобы уничтожить их военные припасы. Но собульгам Мисапхум сказал: "Как  слышал [ваш] слуга, оружие является плохим инструментом, а война рискованным делом, тем более плавание по великому морю для нападения на чужестранцев. Если постигнет неудача, ошибка может оказаться непоправимой. Не лучше ли, [как думает ваш слуга], в опасных местах установить заставы, чтобы в случае прихода [врагов] отразить их и сделать невозможным их коварные набеги, и когда будет удобно, нужно делать вылазки и ловить их. Это и будет верхом политики, которая гласит: 'Заманивай других, но не попадайся сам'." Ван согласился с этим». То есть, Силла не предприняла никаких действий против японцев.
В войнах с Японией союзником Силла выступало Когурё. 412 г. этот союз был подкреплён отправкой из Силла заложника в Когурё: «В одиннадцатом году (412 г.) [правления Сильсона] сын вана Намуля Покхо отправлен заложником в Когурё» [Самкук-саги, летописи Силла]. Поэтому, когда возникла опасность войны Ямато против Когурё, видимо, силланцы тоже предприняли кое-какие шаги. «На их [японцев] стоянке внезапно вспыхнул пожар, который разгорался всё больше, и огонь перекинулся  на собравшиеся вместе корабли. При этом большая часть кораблей сгорела. В случившемся обвинили людей из Силла». Правитель Силла попытался "замять" скандал. «Узнав об этом, ван Силла  [Сильсон] был перепуган и потрясён и немедленно прислал искусного плотника...» [Нихон-сёки, св. 10-й, Одзин, 31-й г. пр., 8-й месяц]. Однако цель диверсии была достигнута - корабли уничтожены, а один плотник изменить сложившееся положение уже не мог.
В правление Сильсона мы впервые встречаемся с открытой борьбой за власть среди членов правящего рода. Сильсон, в своё время отправленный Намулем заложником в Когурё, был этим весьма недоволен и, став ваном, решил отомстить, убив сына Намуля — Нульджи (совершить этот акт он поручил одному из когурёсцев, знакомому ему по временам заложничества). Однако этот когурёсец (согласно преданию, очарованный благородством Нульджи) не только не исполнил поручения, а, наоборот, известил об этом Нульджи, и тот сам убил Сильсона и занял трон (417 г.). Летопись рисует все эти действия Нульджи как акт самозащиты, но, видимо, речь здесь может идти только о соперничестве из-за престола, да и поступки Сильсона были продиктованы не столько плохими чертами его характера, сколько совершенно «естественным» желанием устранить законного наследника.